# Lukas Björklund
Lukas Edvin Björklund (Ystad, 16 febbraio 2004) è un calciatore svedese, centrocampista del SønderjyskE.

## Carriera

### Club
Ha iniziato a giocare a calcio nel settore giovanile del Malmö FF, per poi passare al Milan nel 2020. Utilizzato principalmente nella formazione Under-18, ha giocato anche alcuni incontri con la Primavera prima di venire ceduto a titolo definitivo al SønderjyskE nel 2022.
Il 19 settembre ha debuttato a livello professionistico nell'incontro di 1. Division pareggiato 2-2 contro il Vendsyssel.

### Nazionale
Ha giocato con le nazionali giovanili svedesi Under-15, Under-17, Under-19 ed Under-21.

## Statistiche

### Presenze e reti nei club
Statistiche aggiornate al 3 novembre 2024.
| Stagione        | Squadra         | Campionato      | Campionato | Campionato | Coppe nazionali | Coppe nazionali | Coppe nazionali | Coppe continentali | Coppe continentali | Coppe continentali | Altre coppe | Altre coppe | Altre coppe | Totale | Totale | Totale |
| Stagione        | Squadra         | Comp            | Pres       | Reti       | Comp            | Pres            | Reti            | Comp               | Pres               | Reti               | Comp        | Pres        | Reti        | Pres   | Reti   |        |
| --------------- | --------------- | --------------- | ---------- | ---------- | --------------- | --------------- | --------------- | ------------------ | ------------------ | ------------------ | ----------- | ----------- | ----------- | ------ | ------ | ------ |
| 2022-2023       | SønderjyskE     | 1D              | 20         | 3          | CD              | 4               | 0               | -                  | -                  | -                  | -           | -           | -           | 24     | 3      |        |
| 2023-2024       | SønderjyskE     | 1D              | 5          | 0          | CD              | 0               | 0               | -                  | -                  | -                  | -           | -           | -           | 5      | 0      |        |
| 2024-2025       | SønderjyskE     | SL              | 25         | 2          | CD              | 1               | 0               | -                  | -                  | -                  | -           | -           | -           | 26     | 2      |        |
| Totale carriera | Totale carriera | Totale carriera | 50         | 5          |                 | 5               | 0               |                    | -                  | -                  |             | -           | -           | 55     | 5      |        |

## Palmarès

### Club

#### Competizioni nazionali
- 1. Division: 1

SønderjyskE: 2023-2024